# Cernove (Pervomaiske)
Cernove (în ucraineană Чернове) este localitatea de reședință a comunei Cernove din raionul Pervomaiske, Republica Autonomă Crimeea, Ucraina.

## Demografie
Componența lingvistică a localității Cernove
     Rusă (38,57%)
     Ucraineană (23,32%)
     Tătară crimeeană (15,25%)
     Alte limbi (0,34%)
Conform recensământului din 2001, nu exista o limbă vorbită de majoritatea populației, aceasta fiind compusă din vorbitori de rusă (38,57%), ucraineană (23,32%) și tătară crimeeană (15,25%).